# Phoebe (maan)
Phoebe is een maan van Saturnus. Phoebe was meer dan 100 jaar lang de verst verwijderde bekende maan van Saturnus, totdat er in 2000 enkele kleine manen ontdekt werden. Phoebe is bijna 4 keer verder verwijderd van Saturnus dan de voorgaand verste maan van redelijke grootte (Iapetus), en een stuk groter dan de andere manen in banen op vergelijkbare afstand. De maan is ontdekt in 1898 door William Henry Pickering.
De meeste manen van Saturnus hebben een heldere oppervlakte, maar Phoebe is, met een Albedo van 0,08, erg donker. Phoebe is, samen met Iapetus, de enige grote maan van Saturnus met een baan die niet in het vlak van de evenaar van Saturnus ligt.
Phoebe draait bovendien in tegengestelde richting om Saturnus ("rechtsom" in plaats van "linksom"), onder een hoek van bijna 175°. De baan is ook zeer excentrisch.
Al deze kenmerken zijn aanwijzingen dat de maan een gevangen planetoïde is, met een samenstelling die niet is veranderd sinds hun vorming in de buitenste regionen van het zonnestelsel. Phoebe lijkt op de koolstofhoudende planetoïden, die chemisch zeer primitief zijn en waarschijnlijk bestaan uit de originele vaste stoffen die uit de zonnenevel zijn gecondenseerd. Ze zijn nooit voldoende verhit om van chemische samenstelling te veranderen. Als dit het geval is dan is Phoebe het eerste object dat van dichtbij genoeg is gefotografeerd om de vorm en oppervlakte te kunnen onderscheiden. Sommige wetenschappers vermoeden dat Phoebe een gevangen Centaur is.
Materiaal dat van Phoebe's oppervlak is gestoten door microscopische inslagen van meteoren is mogelijk verantwoordelijk voor de donkere oppervlakte van Hyperion en het voorste halfrond van Iapetus.
Het Cassini-Huygens-ruimtevaartuig is Phoebe op een afstand van enkele duizenden kilometers voorbij gevlogen op 11 juni 2004.

## Naam
De maan is vernoemd naar Phoibe of Phoebe een Titaan uit de Griekse mythologie.